# آبي والش
آبي والش (بالإنجليزية: Abe Walsh)‏ هو كاتب أمريكي، ولد في 30 مارس 1971 في أورانج في الولايات المتحدة.